# Run to the Hills
"Run to the Hills" pjesma je engleskog heavy metal sastava Iron Maiden. Objavljena je kao šesti singl i prvi singl s trećeg studijskog albuma, The Number of the Beast iz 1982. godine. Za pjesmu je isključivo zaslužan basist Steve Harris, premda je i Bruce Dickinson doprinosio. Jedna je od najpopularnijih pjesama sastava. Bila je #27. na popisu 40 najboljih metalnih pjesama i 14. na popisu najboljih hard rock pjesama kanala VH1.
Verzija uživo pjesme, s albuma Live After Death, objavljena je 1985. te je prvobitni singl ponovno objavljen 2002., a sav prihod doniran je za MS Trust Fond bivšeg bubnjara Clivea Burra.

## Zasluge

### Iron Maiden (1982.)
- Bruce Dickinson – vokali
- Steve Harris – bas-gitara i prateći vokali
- Dave Murray – gitara
- Adrian Smith – gitara i prateći vokali
- Clive Burr – bubnjevi

#### Ostalo osoblje
- Martin Birch – producent
- Derek Riggs – ilustrator omota
- Ross Halfin – fotografija

### Iron Maiden (1985.)
- Bruce Dickinson – vokali
- Steve Harris – bas-gitara i prateći vokali
- Dave Murray – gitara
- Adrian Smith – gitara i prateći vokali
- Nicko McBrain – bubnjevi

#### Ostalo osoblje
- Martin Birch – producent, mixer
- Derek Riggs – ilustrator covera

### Iron Maiden (2002.)
- Bruce Dickinson – vokali
- Steve Harris – bas-gitara i prateći vokali
- Dave Murray – gitara
- Adrian Smith – gitara i prateći vocali
- Janick Gers – gitara
- Nicko McBrain – bubnjevi